# Warlus, Pas-de-Calais
Warlus là một xã ở tỉnh Pas-de-Calais, vùng Hauts-de-France của Pháp.

## Địa lý
Warlus có cự ly khoảng 6 dặm (9,7 km) về phía tây nam của Arras, tại giao lộ của các tuyến đường D59 và đường D62.

## Dân số
| 1962                                                         | 1968 | 1975 | 1982 | 1990 | 1999 | 2006 |
| ------------------------------------------------------------ | ---- | ---- | ---- | ---- | ---- | ---- |
| 187                                                          | 223  | 221  | 305  | 385  | 377  | 371  |
| Số liệu điều tra dân số từ năm 1962: Dân số không tính trùng |      |      |      |      |      |      |

## Địa điểm nổi bật
- Nhà thờ St.Lambert, thế kỷ 16.
- Dấu tích lâu đài cổ.